# 第20回サテライト賞
第20回サテライト賞は2015年の映画およびテレビ番組を対象としており、2015年12月1日にノミネーションが発表され、2016年2月21日に各賞が発表された。

## ノミネート・受賞一覧
以下がノミネートの一覧である。太字が受賞である。

### 映画
| 作品賞 | 監督賞 |
| --- | --- |
| 『スポットライト 世紀のスクープ』 - 『マネー・ショート 華麗なる大逆転』 - 『ブラック・スキャンダル』 - 『ブリッジ・オブ・スパイ』 - 『ブルックリン』 - 『キャロル』 - 『オデッセイ』 - 『レヴェナント: 蘇えりし者』 - 『ルーム』 - 『ボーダーライン』 | トム・マッカーシー – 『スポットライト 世紀のスクープ』 - レニー・エイブラハムソン – 『ルーム』 - トム・フーパー – 『リリーのすべて』 - アレハンドロ・ゴンサレス・イニャリトゥ – 『レヴェナント: 蘇えりし者』 - リドリー・スコット – 『オデッセイ』 - スティーヴン・スピルバーグ – 『ブリッジ・オブ・スパイ』                              |
| 主演男優賞 | 主演女優賞 |
| レオナルド・ディカプリオ – 『レヴェナント: 蘇えりし者』 - マット・デイモン – 『オデッセイ』 - ジョニー・デップ – 『ブラック・スキャンダル』 - マイケル・ファスベンダー – 『スティーブ・ジョブズ』 - トム・ハーディ – 『レジェンド 狂気の美学』 - エディ・レッドメイン – 『リリーのすべて』 - ウィル・スミス – 『コンカッション』 | シアーシャ・ローナン – 『ブルックリン』 - ケイト・ブランシェット – 『キャロル』 - ブライス・ダナー – 『I’ll See You in My Dreams』 - ブリー・ラーソン – 『ルーム』 - キャリー・マリガン – 『未来を花束にして』 - シャーロット・ランプリング – 『さざなみ』                                                                                |
| 助演男優賞 | 助演女優賞 |
| クリスチャン・ベール – 『マネー・ショート 華麗なる大逆転』 - ポール・ダノ – 『ラブ&マーシー 終わらないメロディー』 - マイケル・キートン – 『スポットライト 世紀のスクープ』 - マーク・ラファロ – 『スポットライト 世紀のスクープ』 - シルヴェスター・スタローン – 『クリード チャンプを継ぐ男』 - ベニチオ・デル・トロ – 『ボーダーライン』 | アリシア・ヴィキャンデル – 『リリーのすべて』 - エリザベス・バンクス – 『ラブ&マーシー 終わらないメロディー』 - ジェーン・フォンダ – 『グランドフィナーレ』 - ルーニー・マーラ – 『キャロル』 - レイチェル・マクアダムス – 『スポットライト 世紀のスクープ』 - ケイト・ウィンスレット – 『スティーブ・ジョブズ』                          |
| オリジナル脚本賞 | 脚色賞 |
| トム・マッカーシー、ジョシュ・シンガー - 『スポットライト 世紀のスクープ』 - マット・チャーマン、イーサン・コーエン、ジョエル・コーエン - 『ブリッジ・オブ・スパイ』 - ピート・ドクター、メグ・レフォーブ、ジョシュ・クーリー - 『インサイド・ヘッド』 - オーレン・ムーヴァーマン、マイケル・アラン・ラーナー - 『ラブ&マーシー 終わらないメロディー』 - アンドレア・バーロフ、ジョナサン・ハーマン - 『ストレイト・アウタ・コンプトン』 - アビ・モーガン - 『未来を花束にして』 | アーロン・ソーキン - 『スティーブ・ジョブズ』 - ジェズ・バターワース、マーク・マルーク - 『ブラック・スキャンダル』 - ルシンダ・コクソン - 『リリーのすべて』 - ドリュー・ゴダード - 『オデッセイ』 - マーク・L・スミス、アレハンドロ・ゴンサレス・イニャリトゥ - 『レヴェナント: 蘇えりし者』 - エマ・ドナヒュー - 『ルーム』            |
| アニメ映画賞 | 外国語映画賞 |
| 『インサイド・ヘッド』 - 『アノマリサ』 - 『アーロと少年』 - 『I LOVE スヌーピー THE PEANUTS MOVIE』 - 『The Prophet』 - 『映画 ひつじのショーン 〜バック・トゥ・ザ・ホーム〜』 | 『サウルの息子』 ハンガリー - 『黒衣の刺客』 台湾 - 『神様メール』 ベルギー - 『グッドナイト・マミー』 オーストリア - 『灼熱』 クロアチア - 『顔のないヒトラーたち』 ドイツ - 『裸足の季節』 フランス - 『さよなら、人類』 スウェーデン - 『セカンドマザー』 ブラジル - 『王の運命－歴史を変えた八日間－』 韓国                           |
| ドキュメンタリー映画賞 | 撮影賞 |
| 『AMY エイミー』、『ルック・オブ・サイレンス』（同時受賞） - 『Becoming Bulletproof』 - 『Best of Enemies』 - 『カルテル・ランド』 - 『Drunk Stoned Brilliant Dead』 - 『ゴーイング・クリア』 - 『わたしはマララ』 - 『ハンティング・グラウンド』 - 『マイケル・ムーアの世界侵略のススメ』 | ジョン・シール - 『マッドマックス 怒りのデス・ロード』 - ヤヌス・カミンスキー - 『ブリッジ・オブ・スパイ』 - ダリウス・ウォルスキー - 『オデッセイ』 - エマニュエル・ルベツキ - 『レヴェナント: 蘇えりし者』 - ロジャー・ディーキンス - 『ボーダーライン』 - ホイテ・ヴァン・ホイテマ - 『007 スペクター』                                |
| 作曲賞 | 主題歌賞 |
| カーター・バーウェル - 『キャロル』 - アレクサンドル・デスプラ - 『リリーのすべて』 - マイケル・ジアッチーノ - 『インサイド・ヘッド』 - ハリー・グレッグソン＝ウィリアムズ - 『オデッセイ』 - トーマス・ニューマン - 『007 スペクター』 - ハワード・ショア - 『スポットライト 世紀のスクープ』 | 「Til It Happens to You」 – 『ハンティング・グラウンド』 - 「Cold One」 – 『幸せをつかむ歌』 - 「Love Me like You Do」 – 『フィフティ・シェイズ・オブ・グレイ』 - 「One Kind of Love」 – 『ラブ&マーシー 終わらないメロディー』 - 「See You Again」 – 『ワイルド・スピード SKY MISSION』 - 「Writing's on the Wall」 – 『007 スペクター』 |
| 視覚効果賞 | 美術賞 |
| 『ザ・ウォーク』 - 『エベレスト 3D』 - 『ジュラシック・ワールド』 - 『マッドマックス 怒りのデス・ロード』 - 『オデッセイ』 - 『007 スペクター』 | 『ブリッジ・オブ・スパイ』 - 『シンデレラ』 - 『リリーのすべて』 - 『マクベス』 - 『マッドマックス 怒りのデス・ロード』 - 『007 スペクター』 |
| 編集賞 | 音響賞 |
| 『ボーダーライン』 - 『ブリッジ・オブ・スパイ』 - 『キャロル』 - 『オデッセイ』 - 『007 スペクター』 - 『スティーブ・ジョブズ』 | 『オデッセイ』 - 『インサイド・ヘッド』 - 『ジュラシック・ワールド』 - 『マッドマックス 怒りのデス・ロード』 - 『ボーダーライン』 - 『007 スペクター』 |
| 衣装デザイン賞 | キャスト賞 |
| 『黒衣の刺客』 - 『シンデレラ』 - 『リリーのすべて』 - 『遥か群衆を離れて』 - 『マクベス』 - 『王の運命－歴史を変えた八日間－』 | - 『スポットライト 世紀のスクープ』– ブライアン・ダーシー・ジェームズ、マイケル・キートン、レイチェル・マクアダムス、マーク・ラファロ、リーヴ・シュレイバー、ジョン・スラッテリー、スタンリー・トゥッチ |

### テレビ
| ドラマシリーズ賞 | コメディ・ミュージカルシリーズ賞 |
| --- | --- |
| 『ベター・コール・ソウル』 – AMC - 『アメリカン・クライム』 – ABC - 『BLOODLINE ブラッドライン』 – Netflix - 『ドイツ1983年』 – Sundance TV - 『ファーゴ』 – FX - 『MR. ROBOT/ミスター・ロボット』 – USAネットワーク - 『ナルコス』 – Netflix - 『レイ・ドノヴァン ザ・フィクサー』 – Showtime | 『シリコンバレー』 – HBO - 『ブルックリン・ナイン-ナイン』 – Fox - 『ジェーン・ザ・ヴァージン』 – CW - 『Sex & Drugs & Rock & Roll』– FX - 『スポイルズ・ビフォア・ダイイング』 – IFC - 『アンブレイカブル・キミー・シュミット』 – Netflix - 『Veep/ヴィープ』 – HBO |
| テレビ・ミニシリーズ賞 | テレビ映画賞 |
| 『フレッシュ・アンド・ボーン』 – Starz - 『The Book of Negroes』 – BET - 『信じる者とよそ者』 – NGC - 『HERO 野望の代償』 – HBO - 『ウルフ・ホール』 – BBC Two | 『Stockholm, Pennsylvania』 – Lifetime - 『ブルースの女王』 – HBO - 『イエス・キリスト 磔刑の真相』 – NGC - 『ある殺人者の告白』 – HBO |
| ジャンルシリーズ賞 | |
| 『ウォーキング・デッド』 – AMC - 『アメリカン・ホラー・ストーリー: ホテル』 – FX - 『ゲーム・オブ・スローンズ』 – HBO - 『ヒューマンズ』 – AMC - 『バッドランド～最強の戦士～』 – AMC - 『ジョナサン・ストレンジとミスター・ノレル』 – BBC One - 『LEFTOVERS/残された世界』 – HBO - 『オーファン・ブラック 暴走遺伝子』 – BBCアメリカ - 『ペニー・ドレッドフル 〜ナイトメア 血塗られた秘密〜』 – Showtime | |
| テレビ主演男優賞（ドラマシリーズ賞） | テレビ主演女優賞（ドラマシリーズ賞） |
| ドミニク・ウェスト – 『アフェア 情事の行方』 ノア・ソロウェイ役 - カイル・チャンドラー – 『BLOODLINE ブラッドライン』 ジョン・レイバーン役 - ティモシー・ハットン – 『アメリカン・クライム』 ラス・スコーキー役 - ラミ・マレック – 『MR. ROBOT/ミスター・ロボット』 エリオット・オルダーソン役 - ボブ・オデンカーク – 『ベター・コール・ソウル』 ソウル・グッドマン役 - リーヴ・シュレイバー – 『レイ・ドノヴァン ザ・フィクサー』 レイモンド・ドノヴァン役                                                      | クレア・デインズ – 『HOMELAND』 キャリー・マティソン役 - キルスティン・ダンスト – 『ファーゴ』 ペギー・ブロムクイスト役 - レディー・ガガ – 『アメリカン・ホラー・ストーリー: ホテル』 エリザベス・ジョンソン役 - タラジ・P・ヘンソン – 『Empire 成功の代償』 クッキー・ライオン役 - フェリシティ・ハフマン – 『アメリカン・クライム』 バーブ・ハンロン役 - タチアナ・マスラニー – 『オーファン・ブラック 暴走遺伝子』 サラとそのクローンたち - ロビン・ライト – 『ハウス・オブ・カード 野望の階段』 クレア・アンダーウッド役 |
| テレビ主演男優賞（コメディシリーズ賞） | テレビ主演女優賞（コメディシリーズ賞） |
| ジェフリー・タンバー – 『トランスペアレント』 モート/モーラ役 - ルイ・C・K – 『ルイー』 ルイー役 - ウィル・フォーテ – 『The Last Man on Earth』 フィル役 - コリン・ハンクス – 『Life in Pieces』 グレッグ役 - クリス・メッシーナ – 『The Mindy Project』 Danny Castellano役 - トーマス・ミドルディッチ – 『シリコンバレー』 Richard Hendriks役 | テイラー・シリング – 『オレンジ・イズ・ニュー・ブラック』 パイパー・チャップマン役 - ジェイミー・リー・カーティス – 『スクリーム・クイーンズ』 キャシー・マンチ役 - ジュリア・ルイス＝ドレイファス – 『Veep/ヴィープ』 セリーナ・メイヤー役 - エイミー・ポーラー – 『パークス・アンド・レクリエーション』 レズリー・ホープ役 - ジーナ・ロドリゲス – 『ジェーン・ザ・ヴァージン』 ジェーン・ザ・ヴァージン役 - リリー・トムリン – 『グレイス＆フランキー』 フランキー役                                                       |
| テレビ主演男優賞（ミニシリーズ・テレビ映画賞） | テレビ主演女優賞（ミニシリーズ・テレビ映画賞） |
| マーク・ライランス – 『ウルフ・ホール』 トマス・クロムウェル役 - マーティン・クルーンズ – 『推理作家コナン・ドイルの事件簿』 アーサー・コナン・ドイル役 - マイケル・ガンボン – 『カジュアル・ベイカンシー 突然の空席』 ハワード・モリソン役 - オスカー・アイザック – 『HERO 野望の代償』 ニック・ワジックスコ役 - ダミアン・ルイス – 『ウルフ・ホール』 ヘンリー8世役 - ベン・メンデルソーン – 『BLOODLINE ブラッドライン』 ダニー・レイバーン役 - デヴィッド・オイェロウォ – 『ある殺人者の告白』 as ピーター役 | サラ・ヘイ – 『フレッシュ・アンド・ボーン』 クレア・ロビンズ役 - サマンサ・ボンド – 『Home Fires』 フランチェスカ・アニス役 - アーンジャニュー・エリス – 『The Book of Negroes』 アミナタ・ディアロ役 - クレア・フォイ – 『ウルフ・ホール』 アン・ブーリン役 - クィーン・ラティファ – 『ブルースの女王』 ベッシー・スミス役 - シンシア・ニクソン – 『Stockholm, Pennsylvania』 Marcy Dargon役 |
| テレビ助演男優賞 | テレビ助演女優賞 |
| クリスチャン・スレーター – 『MR. ROBOT/ミスター・ロボット』 Mr.Robot役 - ジョナサン・バンクス – 『ベター・コール・ソウル』 マイク・エルマントラウト役 - ピーター・ディンクレイジ – 『ゲーム・オブ・スローンズ』 ティリオン・ラニスター役 - エルヴィス・ノラスコ – 『アメリカン・クライム』 Carter Nix役 - マイケル・ケネス・ウィリアムズ – 『ブルースの女王』 ジャック・ジー役 | レイ・シーホーン – 『ベター・コール・ソウル』 キム・ウェクスラー役 - キャサリン・キーナー – 『HERO 野望の代償』 メアリー・ドーマン役 - レジーナ・キング – 『アメリカン・クライム』 アリーヤ役 - ヘレン・マックロリー – 『ペニー・ドレッドフル 〜ナイトメア 血塗られた秘密〜』 Evelyn Poole役 - モニーク – 『ブルースの女王』 マ・レイニー役 - ジュリー・ウォルターズ – 『Indian Summers』 Cynthia Coffin役 |